# Луї Мажорель
Луї-Жан-Сильвестр Мажорель, відомий як Луї Мажорель (фр. Louis Majorelle; 26 вересня 1859, Туль — 15 січня 1926, Нансі) — французький художник, дизайнер, кераміст і проектувальник меблів. Представник стилю модерн.

## Життєпис
Луї Мажорель народився в 26 вересня 1859. Його батько Огюст Мажорель(1825—1879) був майстром-меблярем і керамістом. Відомий тим, що виготовляв меблі у стилі XVIII століття.
У 1861 переїхав разом з сім'єю з Туля в Нансі. Луї вивчав живопис у Школі витончених мистецтв Нансі у Теодора Луї Девільї. Впродовж двох років працював у цій же школі, а в 1877 переїхав у Париж. Після смерті батька в 1879 Луї Мажорель перервав навчання і повернувся в Нансі для керівництва сімейної фабрикою, що виготовляла меблі і фаянсовий посуд.
З 1890 під впливом Еміля Галле і Анрі ван де Вельде Мажорель звернувся до «нового стилю», передусім у виготовленні меблів обтічних форм з плавно вигнутими лініями («лінії Обріста»), які були прозвані критиками «удар бича». Після «Міжнародної виставки сучасних декоративних і промислових мистецтв» у 1925 в Парижі, що ознаменувала народження стилю ар-деко, Луї Мажорель звернувся до прямих ліній і строгих геометричних форм. Як і Галле він застосовував рельєфну різьбу, техніку маркетрі з тонуванням і гравіруванням, інкрустацію перламутром і золотою фольгою. 
Окрім проектування меблів Мажорель багато займався керамікою, використовуючи люстрові і сольові глазурі, розпис; проектував інтер'єри і вітражі. Його мистецтво стало важливою частиною художніх досягнень Школи Нансі.
7 квітня 1885 Мажорель одружився з Марі Джейн Леоні — донькою директора муніципальних театрів в Нансі. У 1886 народився їх син, Жак Мажорель, який згодом також став художником.

## Галерея

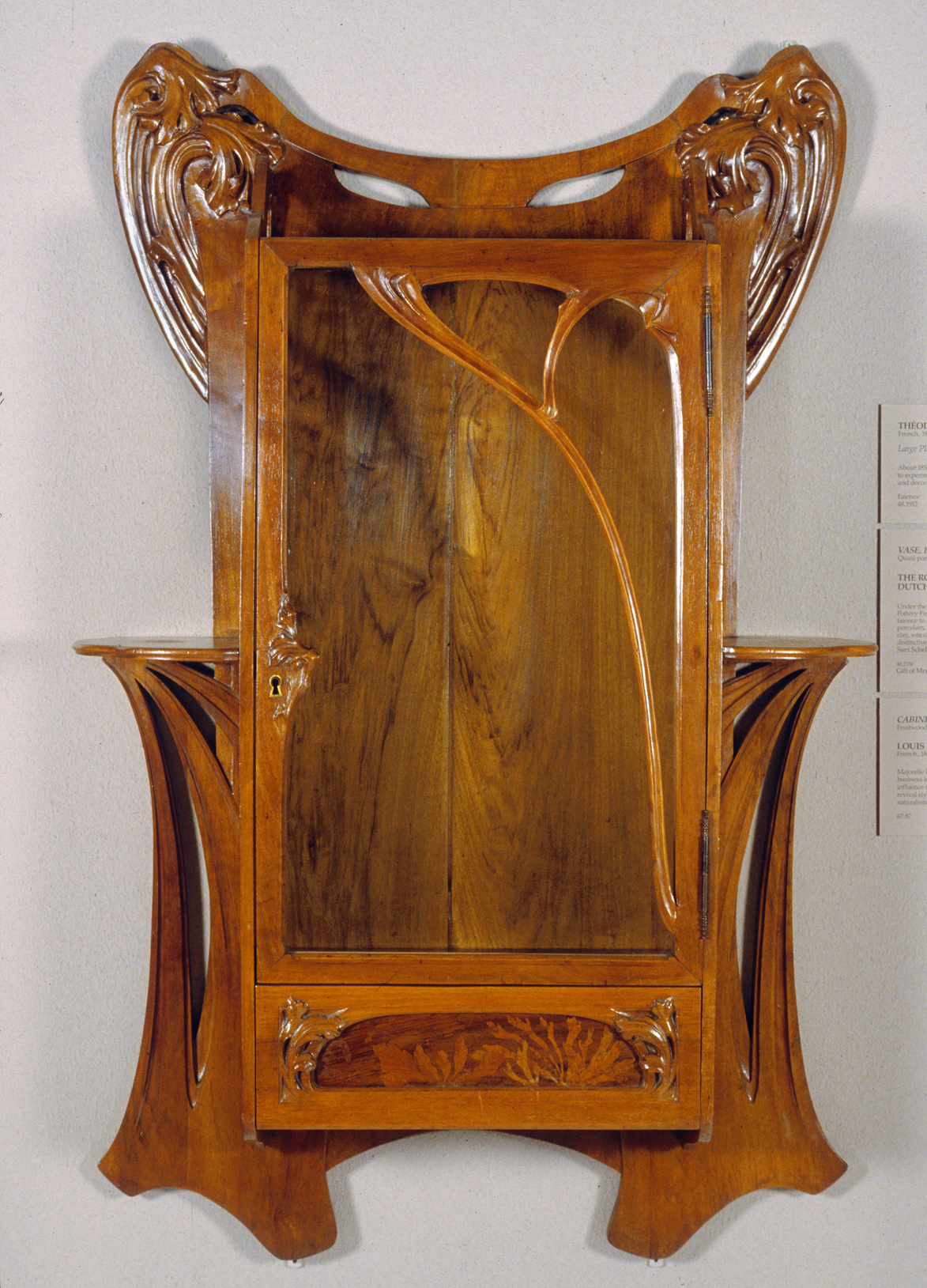
Настінна шафа. Художній музей Волтерс
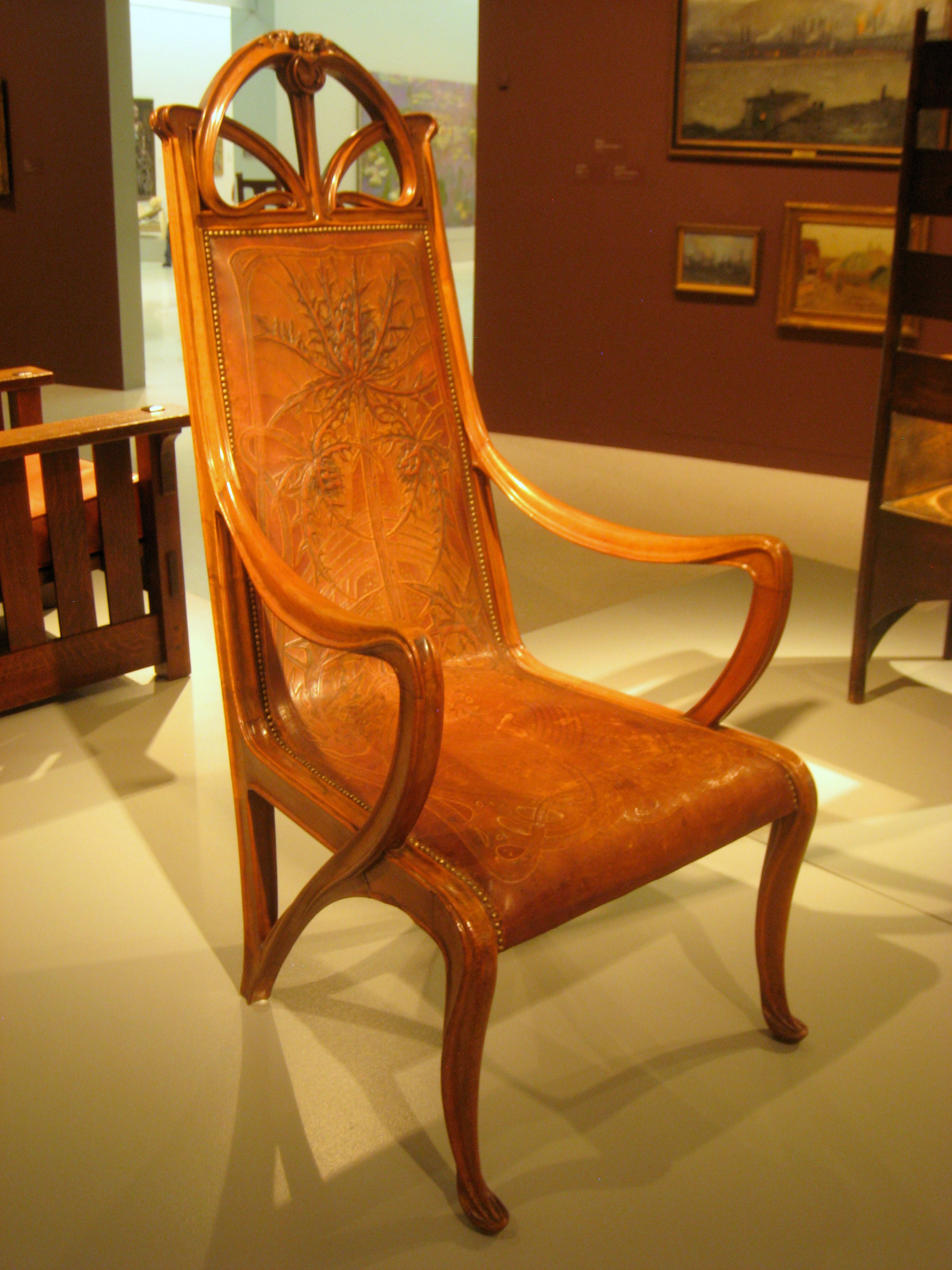
Крісло, 1900. Художній музей Карнегі
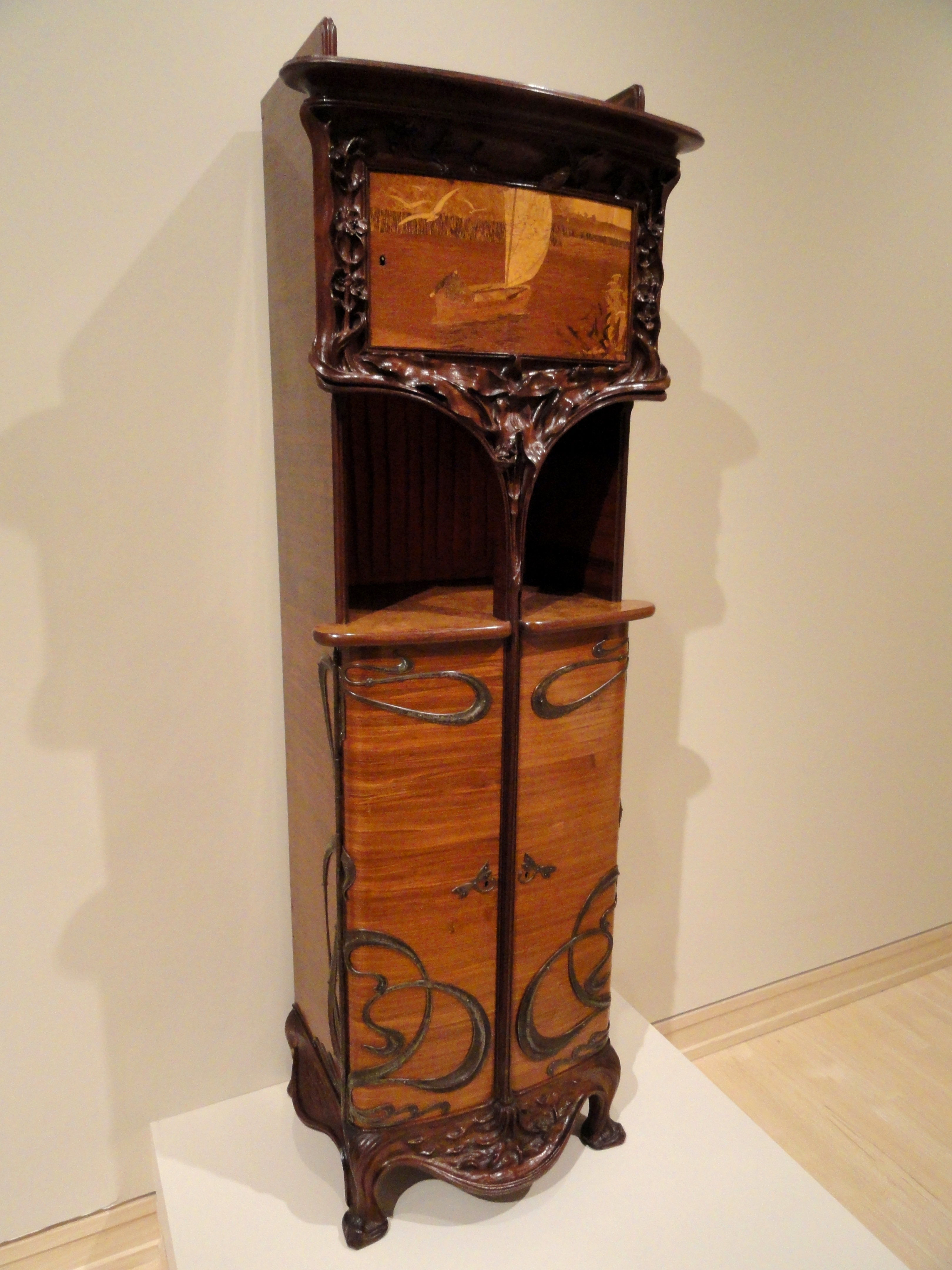
Секретер, 1900. Музей мистецтв Індіанаполіса
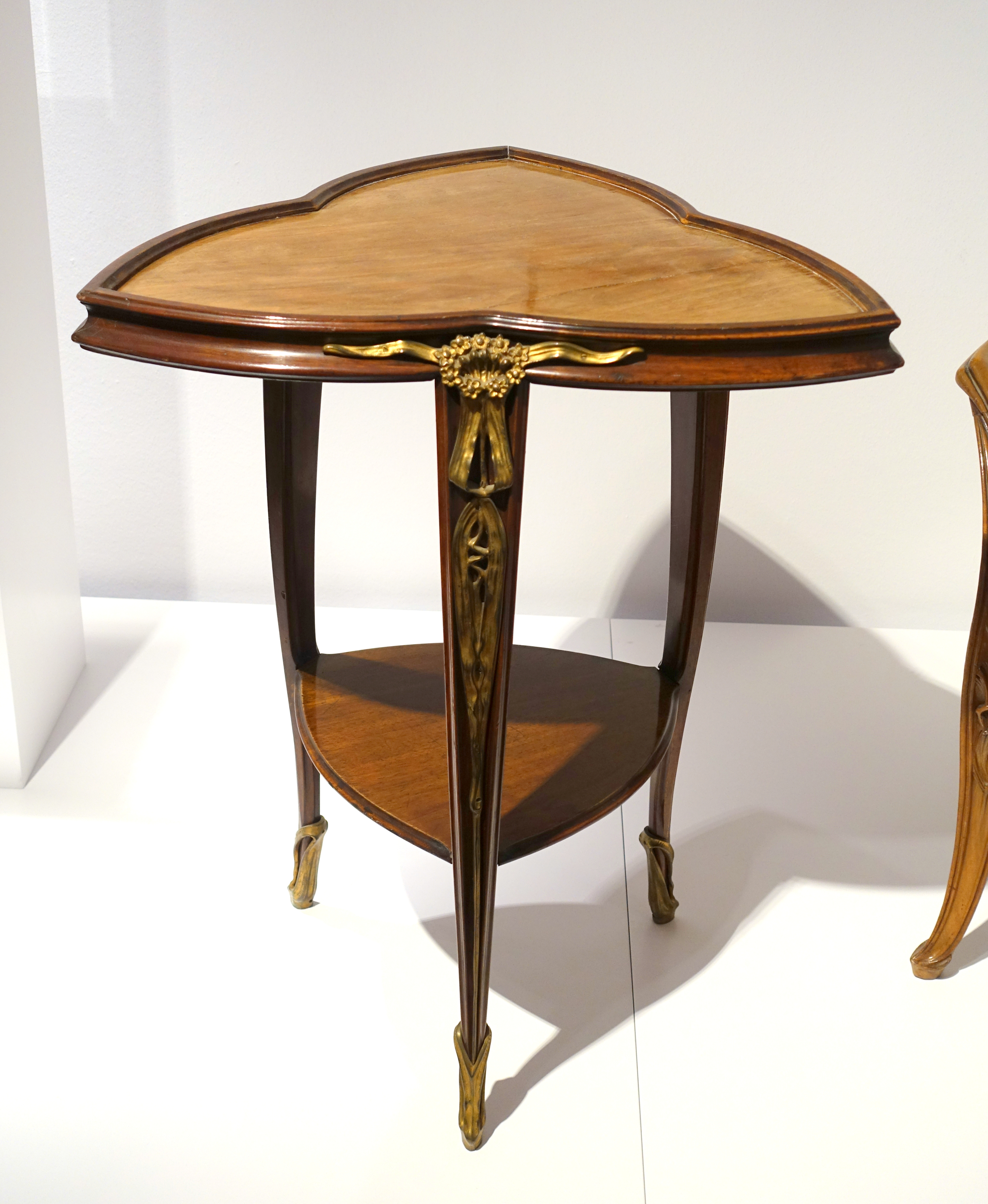
Стіл, 1902. Музей Брьохана